# بیست‌دوازده‌وجهی بریده‌شده

بیست‌دوازده‌وجهی بریده‌شده

در هندسه، بیست‌دوازده‌وجهی بریده‌شده یک جسم ارشمیدسی است، یکی از سیزده جسم غیر منشوری ایزوگال محدب است که توسط دو یا چند نوع صورت چند ضلعی منظم ساخته شده‌است.
این چندوجهی دارای ۶۲ وجه است: ۳۰ مربع، ۲۰ شش ضلعی منظم و ۱۲ ده ضلعی منظم. یعنی دارای بیشترین یال‌ها و رئوس در اجسام افلاطونی و ارشمیدسی است، در حالی که snub dodecahedron وجه‌های بیشتری دارد.